# Hammer & Tongs

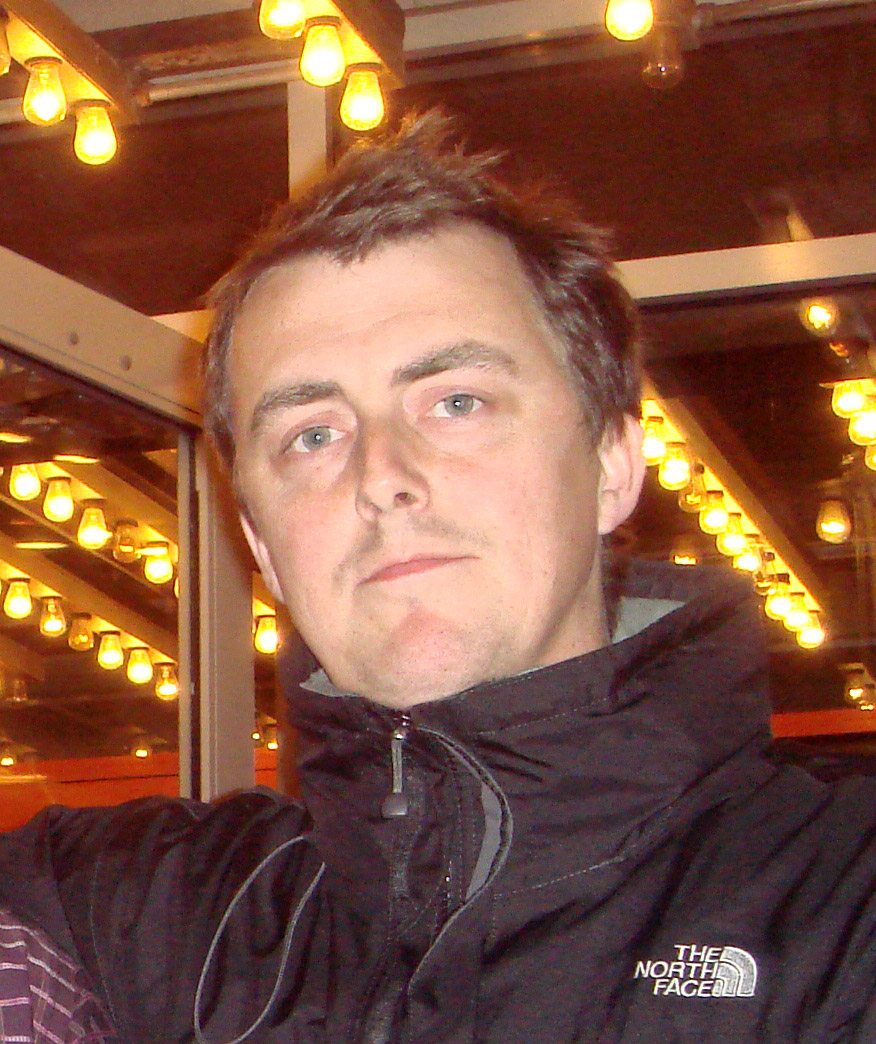
Garth Jennings im Jahr 2008

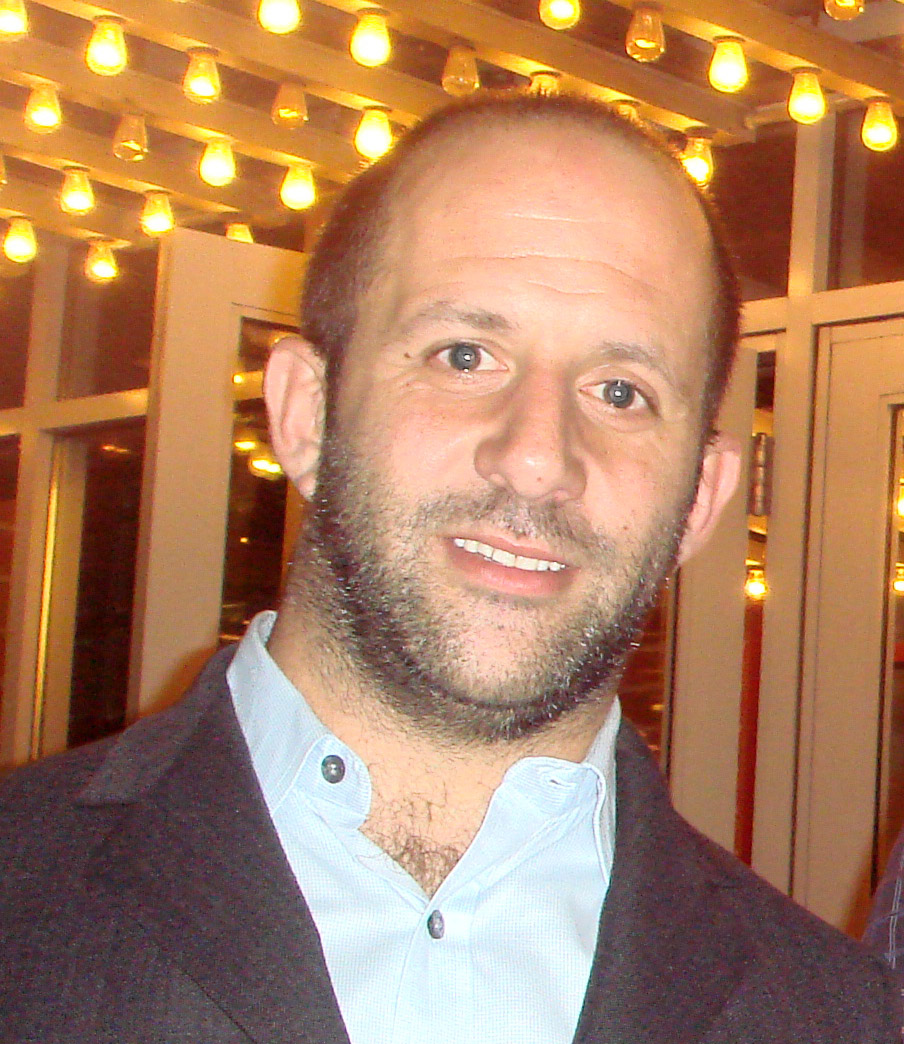
Nick Goldsmith im Jahr 2008

Hammer & Tongs ist ein Produzenten-Team aus Großbritannien, bestehend aus dem Regisseur Garth Jennings (* 1972 in Essex) und dem Filmproduzenten Nick Goldsmith (* 1971). Dominic Leung, der meist als Editor tätig ist, wurde von Jennings als drittes Mitglied bezeichnet, in der Öffentlichkeit werden Hammer & Tongs allerdings zumeist als Duo wahrgenommen. Nachdem sie vor allem für ihre Musikvideos bekannt geworden waren, drehten sie die Filme Per Anhalter durch die Galaxis (2005) und Der Sohn von Rambow (2007).

## Karriere
Jennings und Goldsmith lernten sich kennen, als beide das Central Saint Martins College of Art and Design besuchten. Dort studierten sie Grafikdesign. In den frühen 1990er Jahren drehten sie ihr erstes Musikvideo für den Track Way In My Brain des Elektro-Projekts SL2. Es folgten Produktionen für unter anderem Ash, Pulp und Eels. Ursprünglich wurde die Regiearbeit entweder vom gesamten Team verrichtet oder Jennings, Goldsmith und Leung drehten jeweils alleine, weswegen Hammer & Tongs einige Zeit lang mehrere Videos gleichzeitig drehten. Seit Ende der 1990er Jahre ist Goldsmith kaum noch als Regisseur aktiv und die beiden anderen sind als Regisseure unter ihrem eigenen Namen tätig.
Das Video zu Blurs Coffee & TV aus dem Jahr 1999 hatte ein Budget von etwa 90.000 bis 100.000 Pfund und war damit das bis dahin größte Projekt von Hammer & Tongs. Es erzählt die Geschichte eines anthropomorphen Milchkartons, der sich auf die Suche nach der auf ihm abgebildeten vermissten Person begibt. Das Video wurde unter anderem mit dem NME Award und dem MTV Europe Music Award als bestes Video des Jahres ausgezeichnet. Zu den Künstlern, die in der Folge mehrere Videos von Hammer & Tongs drehen ließen, gehören unter anderem Fatboy Slim, Supergrass, Badly Drawn Boy und Beck.
2005 kam erstmals ein Spielfilm des Teams in die Kinos, die Douglas-Adams-Verfilmung Per Anhalter durch die Galaxis. Bei einem Produktionsbudget von geschätzten 50 Millionen US-Dollar spielte der Film weltweit etwas über 100 Millionen US-Dollar ein. 2007 folgte Der Sohn von Rambow, der beim Filmfestival von Locarno 2008 den Publikumspreis gewann.
2010 wurde eine Sammlung von Musikvideos und Kurzfilmen als The Hammer & Tongs Collection auf DVD veröffentlicht.

## Musikvideos (Auswahl)
- 1995: The Mutton Birds – Dominion Road
- 1996: Menswear – Being Brave
- 1997: Del Amitri – Medicine
- 1997: Ash – A Life Less Ordinary
- 1997: Pulp – Help the Aged
- 1998: Moloko – The Flipside
- 1998: Marcy Playground – Saint Joe on the School Bus
- 1998: Pulp – A Little Soul
- 1998: Eels – Last Stop: This Town
- 1999: Eels – Cancer for the Cure
- 1999: Blur – Coffee & TV
- 1999: Fatboy Slim – Right Here, Right Now
- 1999: Travis – Driftwood
- 1999: Supergrass – Pumping On Your Stereo
- 2000: Badly Drawn Boy – Disillusion
- 2000: Fatboy Slim & Macy Gray – Demons
- 2001: Zero 7 – I Have Seen
- 2001: R.E.M. – Imitation of Life
- 2001: Badly Drawn Boy – Spitting in the Wind
- 2002: Badly Drawn Boy – Silent Sigh
- 2003: Beck – Lost Cause
- 2004: Beck – Lonesome Tears
- 2005: Supergrass – Low C
- 2005: Beck – Hell Yes
- 2006: Hot Chip – Boy From School
- 2008: Vampire Weekend – A-Punk
- 2009: Vampire Weekend – Cousins
- 2011: Radiohead – Lotus Flower

## Filmografie
- 2005: Per Anhalter durch die Galaxis
- 2007: Der Sohn von Rambow
- 2016: Sing
- 2021: Sing – Die Show deines Lebens (Sing 2)
- 2024: Sing: Thriller